# Xanthorhoe quadrifasciaria
Xanthorhoe quadrifasciaria là một loài bướm đêm trong họ Geometridae.